# 4365 Ivanova
4365 Ivanova је астероид главног астероидног појаса са средњом удаљеношћу од Сунца која износи 2,850 астрономских јединица (АЈ).
Апсолутна магнитуда астероида је 12,3.